# 馬蹄形磁鐵

馬蹄形磁鐵以及計算出來的磁力線。兩個磁極距離接近，讓磁力線集中，產生很大的磁場

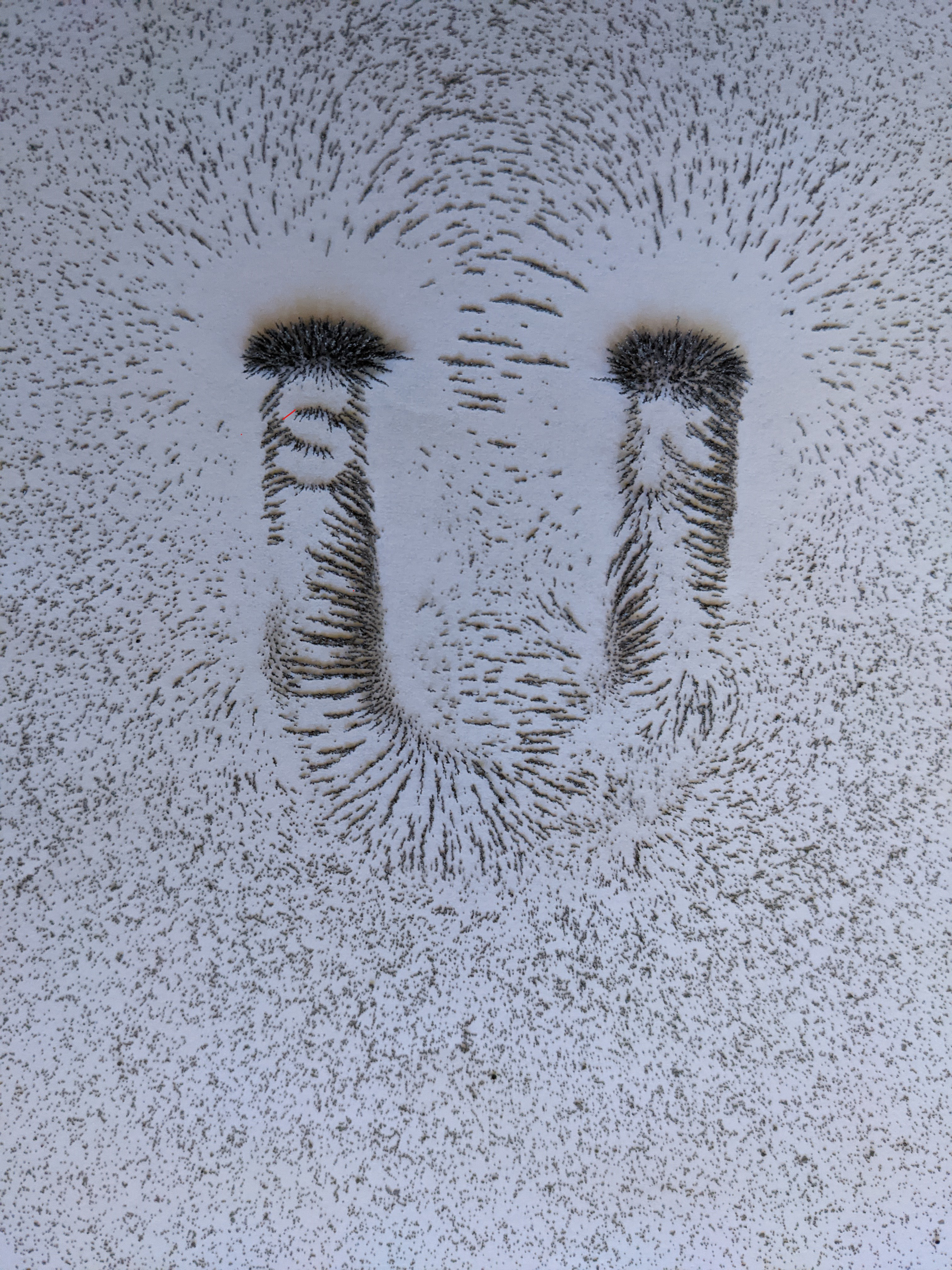
利用鐵屑得到的馬蹄形磁鐵磁力線

馬蹄形磁鐵是马蹄铁形狀（U形）的磁鐵或電磁鐵。此形狀常用作表示磁鐵的符號（p. 2）。上面經常會標示表示磁極的N和S（p. 3）。這種磁鐵在1950年代就已經被使用先進材料的小形圓柱磁鐵所取代（p. 3,467），不過在中小學的課本上仍常看到馬蹄形磁鐵（p. 3）。在歷史上，馬蹄形磁鐵是處理小型磁鐵不會被本身磁場影響所退磁的解決方案（p. 2）。

## 歷史
1819年時發現通過电流的金屬可以讓指南针轉動，根據此發現，發展了許多有關磁的實驗。後來威廉·斯特金在馬蹄形的鐵上繞導線，並且通電，就是第一個馬蹄形磁鐵
這也是第一個實用的電磁鐵，以及第一個吸力可以超過本身重量的磁鐵，該磁鐵7盎司，可以抬起9盎司的铁。斯特金證明，他可以透過調整導線的電流，來調節磁場。這是电报發展的基礎，也是二十世紀电信的基礎。

## 形狀
馬蹄形磁鐵的形狀最早是要代替棒狀的磁鐵，馬蹄形磁鐵可以產生較大的磁場，其原因是因為磁極彼此距離變近，讓兩個磁極之間有更直接的磁通量路徑，因此可以讓磁場集中。
馬蹄形磁鐵的形狀也大幅減少磁鐵隨時間的退磁，這是因為磁鐵本身矯頑力（維持其磁化特性）的性質。碟形或環狀的鐵磁鐵，其矯頑力較弱，圆柱体或棒狀略強，馬蹄形下的矯頑力最強。為了增加磁鐵的矯頑力，會再加上磁鐵保持器。若可以用铁磁性物質形成封閉迴路，其磁場最大。而馬蹄形磁鐵磁極之間距離很近，也方便配合磁鐵保持器使用。

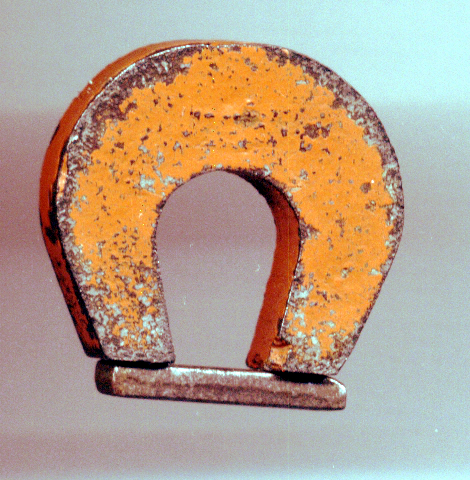
鋁鎳鈷合金的馬蹄形磁鐵，其吸著的鐵棒是磁鐵保持器，可以避免磁鐵退磁
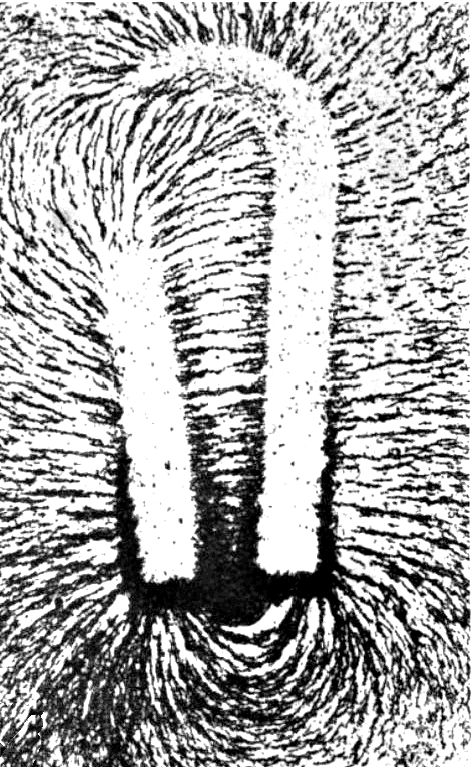
馬蹄形磁鐵的磁場，下方的磁力線最集中，磁場也最強
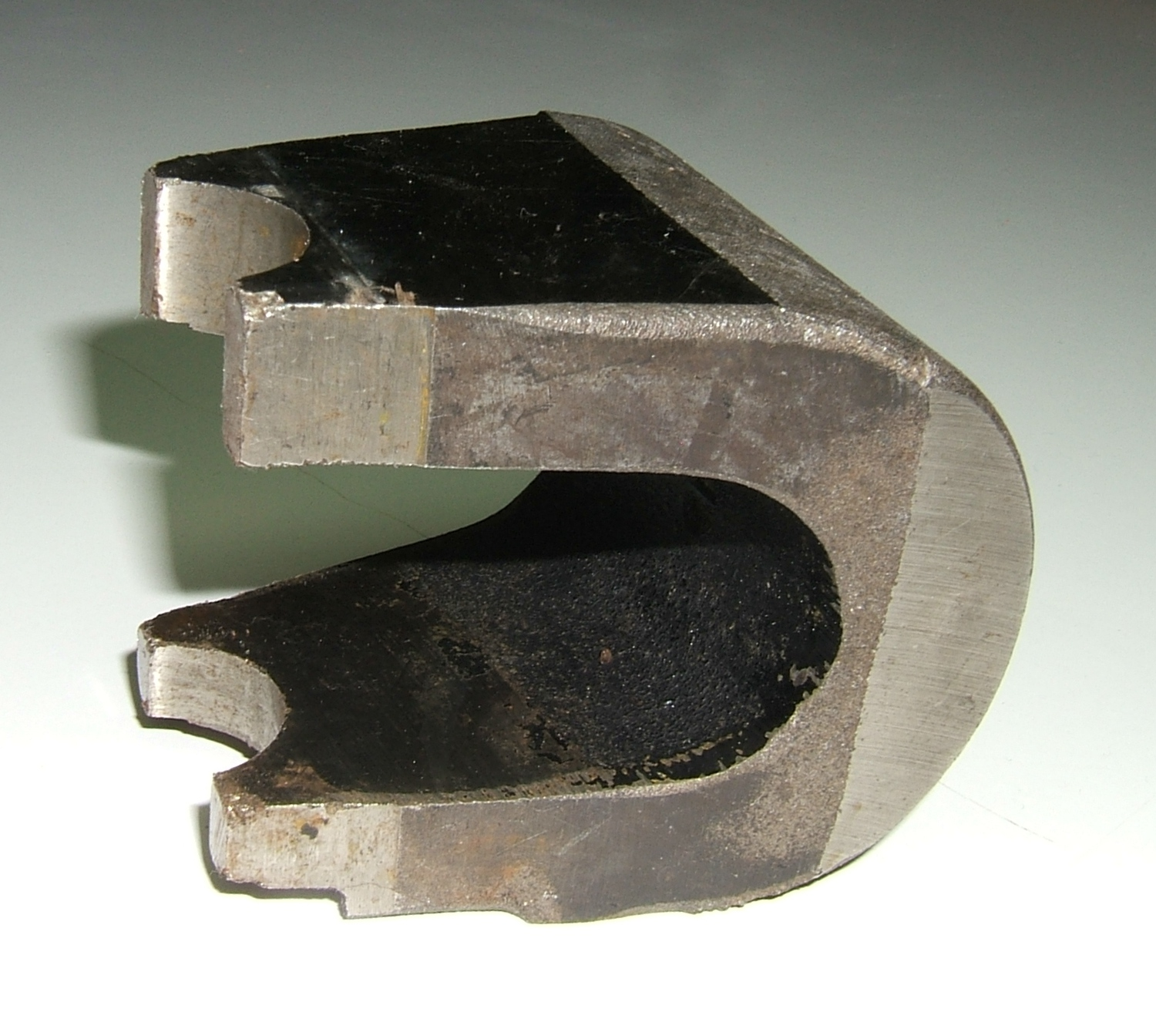
Alnico horseshoe magnet used in a 早期微波爐中多腔磁控管用的鋁鎳鈷合金的馬蹄形磁鐵，長約三英寸
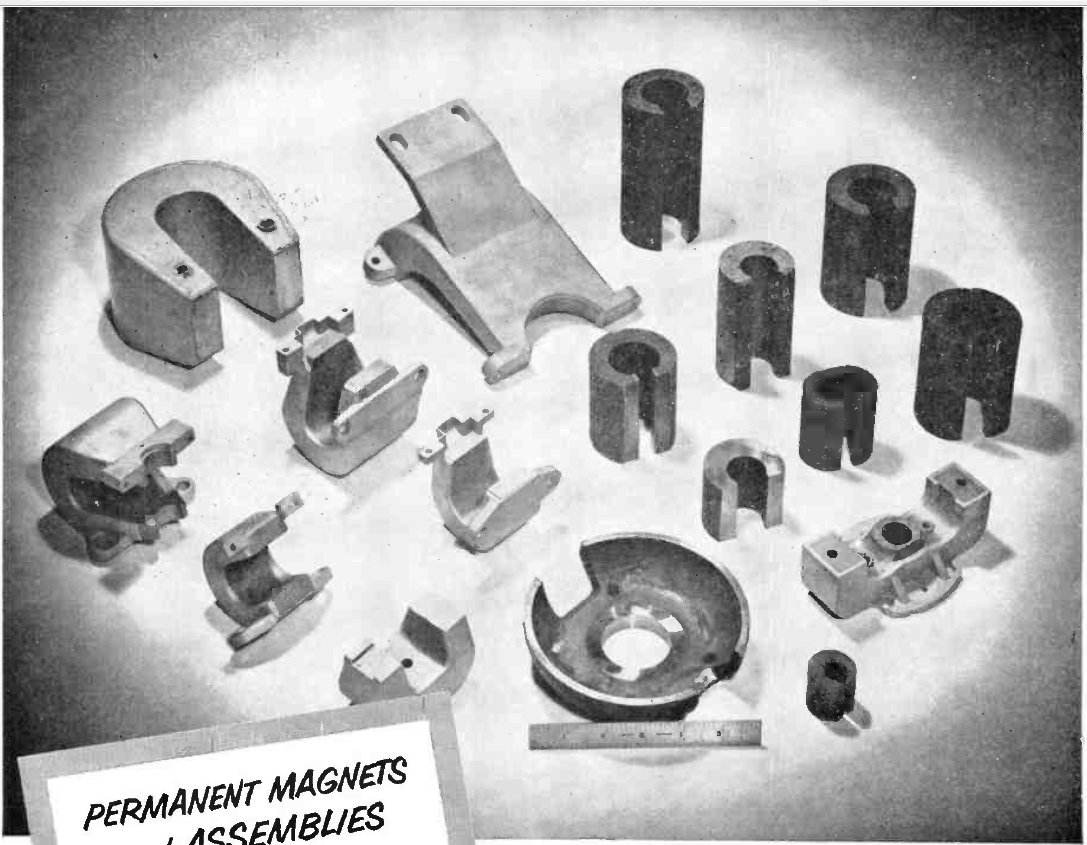
1956年製造商提供各種形狀的AlNiCo馬蹄形磁鐵。
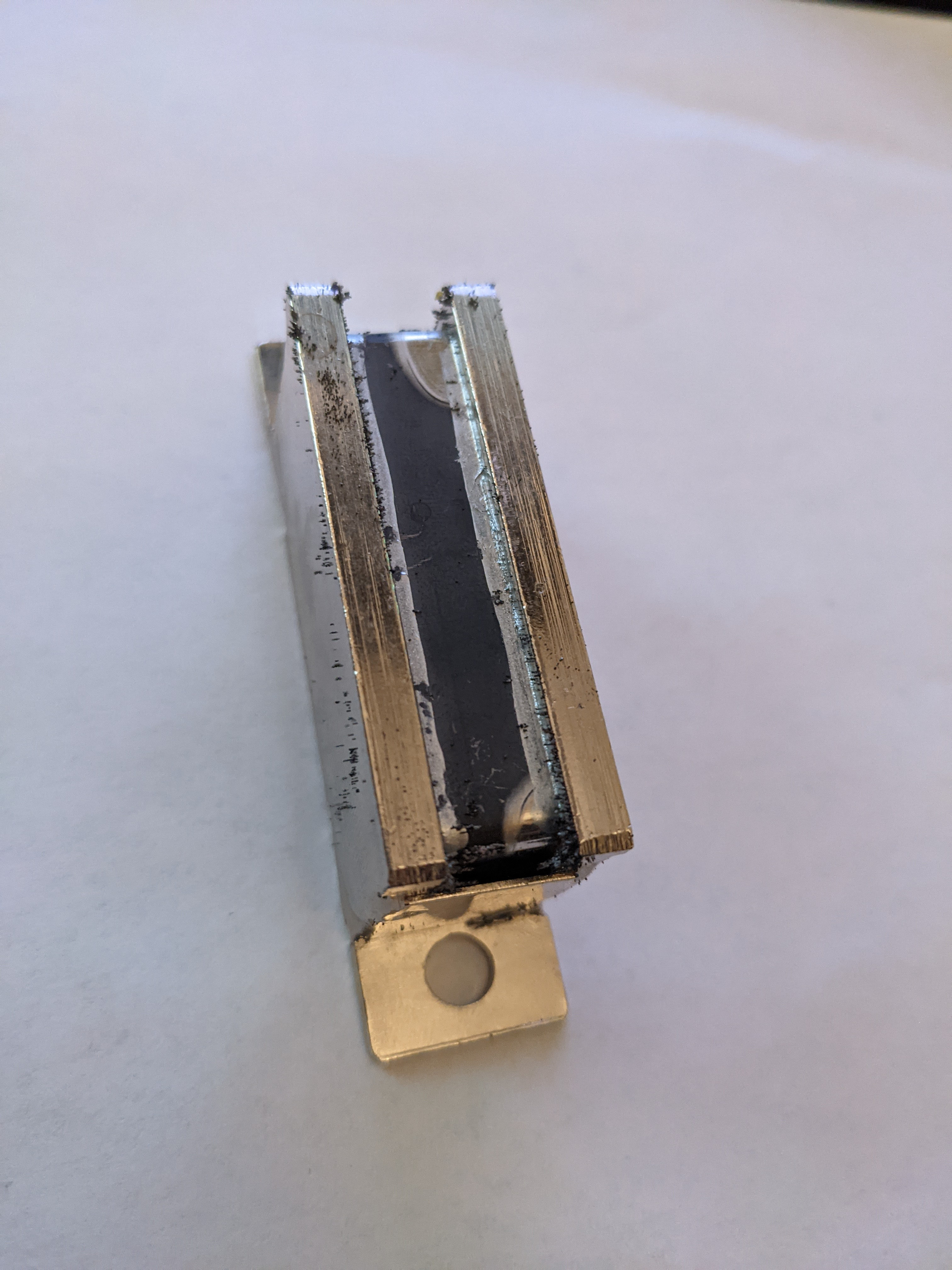
長方形的馬蹄形磁鐵